# Walkertown
Walkertown és una població dels Estats Units a l'estat de Carolina del Nord. Segons el cens del 2000 tenia 4.009 habitants.

## Demografia
Segons el cens del 2000, Walkertown tenia 4.009 habitants, 1.696 habitatges i 1.187 famílies. La densitat de població era de 264,1 habitants per km².
Dels 1.696 habitatges en un 27,5% hi vivien nens de menys de 18 anys, en un 59,4% hi vivien parelles casades, en un 7,8% dones solteres, i en un 30% no eren unitats familiars. En el 26,6% dels habitatges hi vivien persones soles el 10,9% de les quals corresponia a persones de 65 anys o més que vivien soles. El nombre mitjà de persones vivint en cada habitatge era de 2,36 i el nombre mitjà de persones que vivien en cada família era de 2,85.
Per edats la població es repartia de la següent manera: un 20,9% tenia menys de 18 anys, un 7,1% entre 18 i 24, un 29,8% entre 25 i 44, un 27% de 45 a 60 i un 15,2% 65 anys o més.
L'edat mediana era de 41 anys. Per cada 100 dones de 18 o més anys hi havia 93,8 homes.
La renda mediana per habitatge era de 43.454 $ i la renda mediana per família de 53.679 $. Els homes tenien una renda mediana de 36.558 $ mentre que les dones 26.339 $. La renda per capita de la població era de 21.304 $. Entorn del 2,7% de les famílies i el 4,9% de la població estaven per davall del llindar de pobresa.

## Poblacions més properes
El següent diagrama mostra les poblacions més properes.